# Barcos Negros

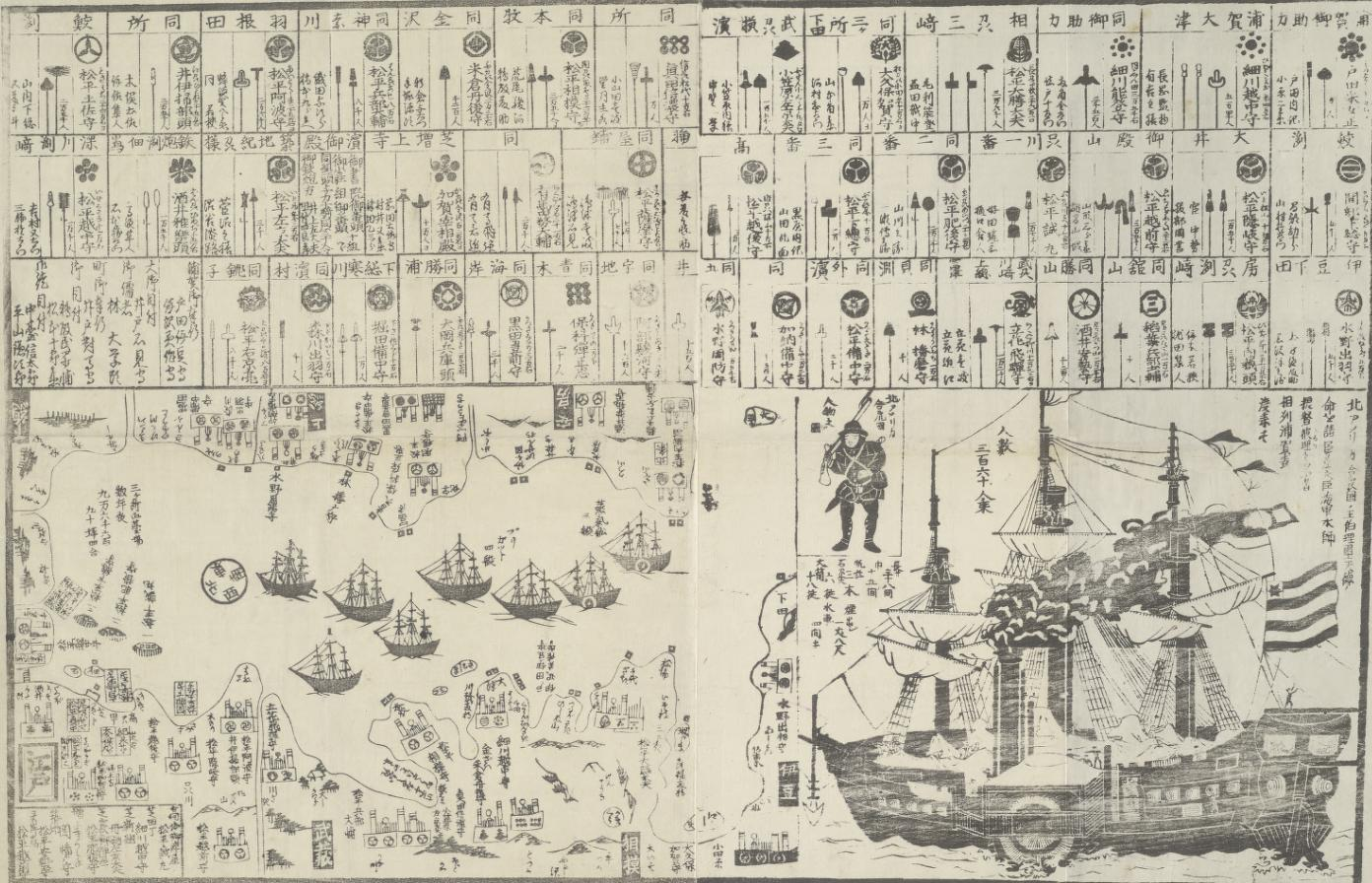
Pintura japonesa que muestra en 1854 los Barcos Negros del Comodoro Matthew Perry.

Los Barcos Negros (黒船 kurofune?) fue el nombre con el que fueron conocidos los barcos occidentales que arribaron a Japón entre el siglo XV y el siglo XIX.
En 1543 los primeros contactos oficiales entre japoneses y europeos se dieron cuando los portugueses establecieron una ruta comercial entre su colonia de Goa (ubicada en India) y la ciudad japonesa de Nagasaki; los buques en los cuales los portugueses arribaron a Japón eran de la clase conocida como carracas y eran pintadas de color negro con brea que era utilizada para impermeabilizar las embarcaciones que estaban construidas de madera en esas épocas. Como resultado, los japoneses les apodaron "barcos negros" o "buques negros" y este apodo fue finalmente extendido a todos los buques de guerra occidentales que llegaron a Japón durante su período aislacionista; por su parte, los portugueses conocían a sus barcos como "nau do trato" o "nau da China" (nao de tratado o nao de China, respectivamente).
En particular, este apodo hace referencia sucesiva a los barcos portugueses, españoles, neerlandeses e ingleses, y muy posteriormente a los estadounidenses Mississippi, Plymouth, Saratoga, y Susquehanna, que arribaron en 1853 al Puerto de Uraga (que en la actualidad es parte de Yokosuka) en la Prefectura de Kanagawa, Japón, bajo el mando del Comodoro estadounidense Matthew Perry. La palabra "negros" hace referencia al color negro del casco de esos barcos de vela, y al humo negro del carbón que era quemado en las calderas del Mississippi y el Susquehanna.
Los buques negros tuvieron un impacto incalculable en la historia de Japón ya que forzaron el fin de su política aislacionista y la apertura del país al mundo exterior; antes de la llegada de los buques negros Japón tenía estrictamente prohíbido establecer relaciones diplomáticas con ningún otro país, su población tenía estrictamente prohíbido comerciar con los mismos y los extranjeros tenían prohíbido tocar tierra en Japón o viajar por el interior del país.

## Contexto histórico
El comercio japonés con el mundo exterior solo se dio a partir de 1543 con la ya mencionada llegada de los comerciantes portugueses con lo que inició un período conocido como el período del Comercio Nanban. Los portugueses trajeron consigo muchos bienes y tecnologías como azúcar refinada, lentes de aumento y sobre todo armas de fuego del tipo del arcabuz, que era la más avanzada de su época y que fue rápidamente replicada en Japón que produjo una copia conocida como el Tanegashima. Los buques portugueses eran de la clase conocida como carracas de entre 1.200 y 1.500 toneladas y que eran pintados de color negro con brea que era utilizada para impermeabilizar las embarcaciones que estaban construidas de madera en esas épocas; como resultado, los japoneses les apodaron "barcos negros" o "buques negros" y este apodo fue finalmente extendido a todos los buques de guerra occidentales que llegaron a Japón durante su período aislacionista; por su parte, los portugueses conocían a sus barcos como "nau do trato" o "nau da China" (nao de tratado o nao de China, respectivamente), tal como es constatado por la definición incluida en el diccionario portugués-japonés Vocabvlário da Lingoa de Iapam publicado en 1603 por el sacerdote jesuita portugués João Rodrigues Tçuzu.

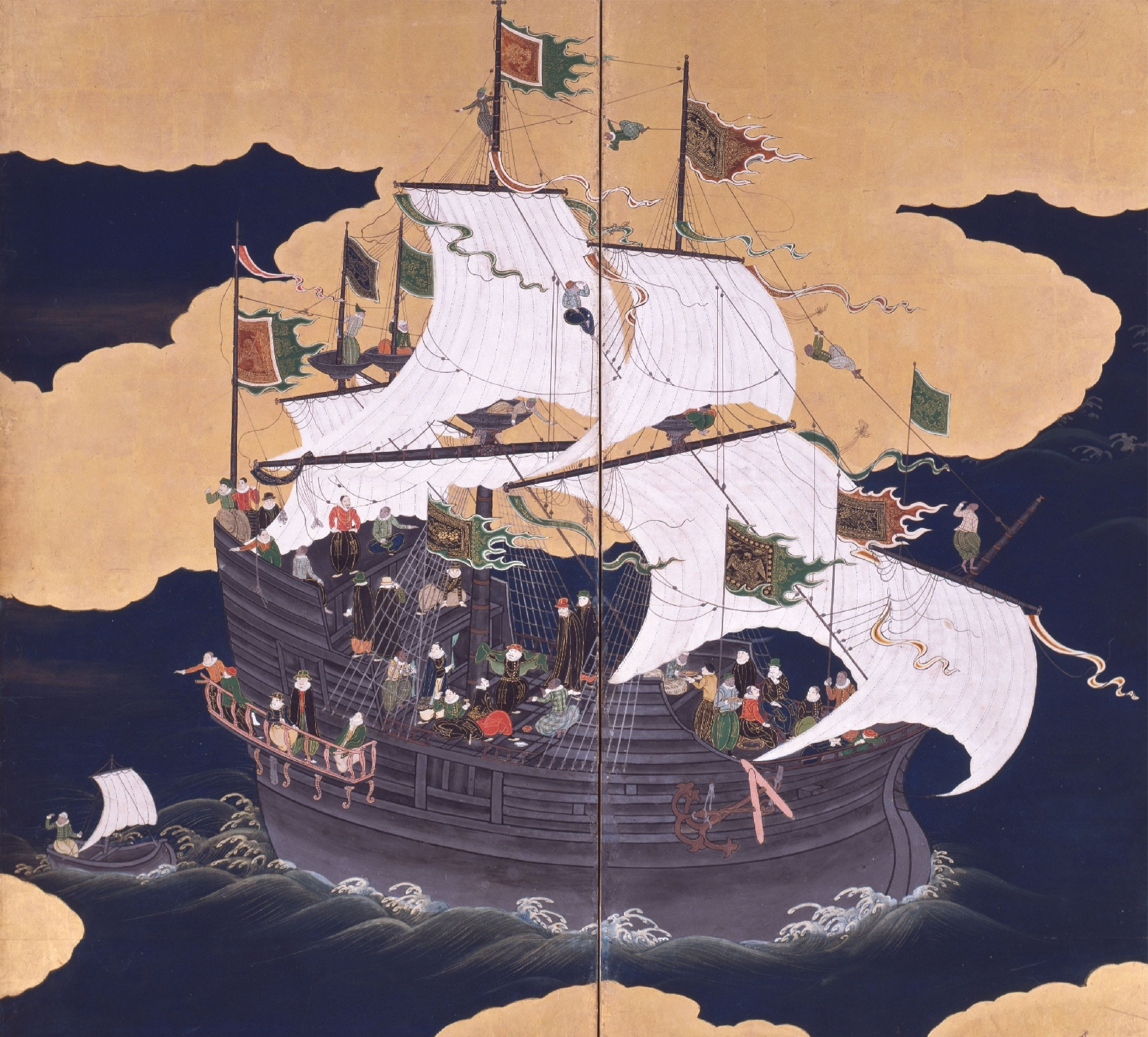
Carraca portuguesa en Nagasaki durante los primeros años del siglo XVII

Pero los portugueses también importaron su religión católica la cual comenzó a expandirse rápidamente entre la población japonesa al punto de que antes de ser prohíbido en 1639, el catolicismo ya había adquirido 300,000 conversos nuevos. Uno de los principales personajes que introdujo el cristianismo fue San Francisco Javier quien establecería una misión jesuita en Japón.
Pero el cristianismo y los contactos con el exterior fueron prohíbidos a partir de 1639 después de la Rebelión de Shimabara, una rebelión que el gobierno japonés del Shogunato Tokugawa vinculó principalmente a los cristianos japoneses; esto llevó al gobierno japonés a concluir que las influencias occidentales eran nocivas para su nación y prohibieron todo contacto con el exterior, instituyendo una política aislacionista conocida como sakoku. Durante este período, los occidentales solo podían comerciar en Japón a través de la pequeña isla de Dejima ubicada fuera del puerto de Nagasaki y tenían prohíbido visitar el interior de Japón. 
Adicionalmente, el gobierno solo otorgó permisos a comerciantes holandeses para poder comerciar en Japón.
Después de la prohibición hubo varios intentos por países occidentales por restablecer contacto comercial y diplomático con Japón con el propósito principal de reiniciar el lucrativo comercio asiático, pero Japón consistentemente se negó a toda propuesta amistosa. En 1844, por ejemplo, el rey Guillermo II de los Países Bajos (rey del único país con el que los japoneses mantenían relaciones comerciales aunque no diplomáticas) pidió a los japoneses terminar con su política aislacionista y reiniciar relaciones comerciales con el exterior, pero de nuevo se negaron. Guillermo II era rey de los Países Bajos que era la única nación que tenía permiso para desembarcar en territorio japonés (aunque Japón se negó a estalbecer relaciones diplomáticas con los Países Bajos y solo accedieron a permitir relaciones comerciales, y aun así los holandeses tenían muchas restricciones y por ejemplo solo podían desembarcar y comerciar en la pequeña isla de Dejima y tenían estrictamente prohíbido desembarcar o viajar por el interior de Japón.

## La llegada de los buques negros

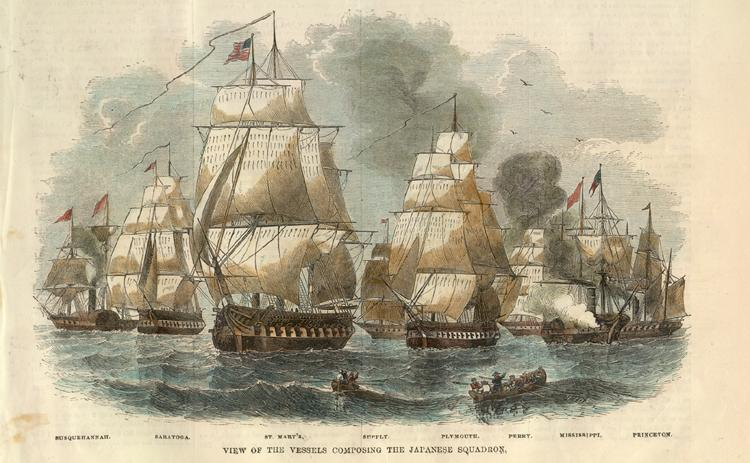
Barcos del Comodoro Perry en su segunda visita a Japón en 1854.

En 1853 terminaría definitivamente el aislacionismo japonés con la llegada a la Bahía de Edo de buques negros provenientes de Estados Unidos en la llamada Expedición Perry, liderada por el comodoro Matthew C. Perry quien de inmediato envió un últimatum a Japón exigiendo que el país firmara un tratado estableciendo relaciones con los Estados Unidos. El gobierno japonés pidió a Perry que arribara al puerto de Nagasaki como todos los extranjeros pero Perry no solo se negó sino que amenazó con destruir Tokio. Cabe mencionar que Perry actuó en contra de las órdenes que el presidente de los Estados Unidos Millard Fillmore le había dado ya que se le había prohíbido específicamente utilizar la fuerza o amenazas en su misión sino negociaciones y peticiones respetuosas, pero Perry prefirió utilizar amenazas porque sabía lo renuentes que los japoneses eran al contacto exterior y no deseaba regresar con las manos vacías.
Las fuerzas de Perry eran superiores a las de los japoneses entre quienes los buques de Perry causaron un enorme revuelo y pánico, situación agravada cuando Perry se negó a siquiera recibir representantes japoneses de bajo rango y declaró tener una misiva del Presidente Fillmore la cual exigió poder entregar personalmente al emperador, el shogun o a otros similarmente altos funcionarios japoneses, amenazando con entregar la carta por la fuerza de no ser recibido.
Debido a esto, los japoneses decidieron negociar con Perry y acordaron recibirlo en el puerto de Kurihama en donde se llevaron breves negociaciones tras las cuales Perry entregó el mensaje que portaba de parte del Presidente Fillmore y después se retiró. En estos primeros encuentros, Perry actuó en nombre del Presidente Fillmore mientras que Japón fue representado en las negociaciones por Abe Masahiro, consejero del emperador y jefe del consejo de ancianos, en nombre del Emperador.
El año siguiente Perry regresó con fuerzas más numerosas que las de su primera expedición, ocho buques en total, y el gobierno japonés negoció con Estados Unidos la llamada Convención de Kanagawa después de que Perry volviera a amenazarlos y declarara que no se retiraría hasta que Japón negociara un tratado con Estados Unidos. Después de un mes de negociaciones los estadounidenses y oficiales japoneses firmaron la convención con lo que comenzaron por primera vez las relaciones diplomáticas entre Japón y Estados Unidos. Los estadounidenses dejaron a Townsend Harris como cónsul en Shimoda para negociar un tratado más permanente dado que el de Harris era de una naturaleza más bien provisional, esto resultó en el Tratado de Harris, firmado el 29 de julio de 1858.

## Efectos e influencia cultural en Japón
Los buques negros alteraron de manera irreversible la historia de Japón y tuvieron también un impacto desmedido sobre su cultura y sociedad: Políticamente, los buques negros obligaron por la fuerza a Japón a abandonar su política predeterminada de evitar todo tipo de contacto con el exterior, algo que había penetrado en la sociedad japonesa, que para entonces ya consideraban a todos los extranjeros como 'bárbaros' (ideas que fueron iniciadas y promovidas por el gobierno); dejar de golpe esta política que llevaba cientos de años en uso causó sorpresa entre la población. Además de esto, en un plazo de 5 años, el resto de los países occidentales también establecieron tratados con Japón que eliminó su política aislacionista de sakoku y accedió a abrir su nación por temor a sufrir un ataque militar contra el cual no hubiera podido defenderse.
El primer acto de conmemoración de carácter oficial se dio por parte del gobierno japonés en 1901 cuando instalaron una estatua del comodoro Perry en Kurihama, donde tuvieron lugar las primeras negociaciones.
El 6 de agosto de 1945 cuando se dio la rendición de Japón que puso fin a la Segunda Guerra Mundial, el general Douglas MacArthur se encontró a cargo de representar a los Aliados de la Segunda Guerra Mundial y mandó traer de manera especial la bandera que había sido utilizada por el comodoro Perry durante su expedición a Japón, la cual estuvo colgada del acorazado USS Missouri, en donde se finalizó la rendición.
Ocho años después, el 8 de julio de 1953, se celebró el aniversario número 100 del evento en un acto conmemorativo sostenido entre oficiales japoneses y estadounidenses.

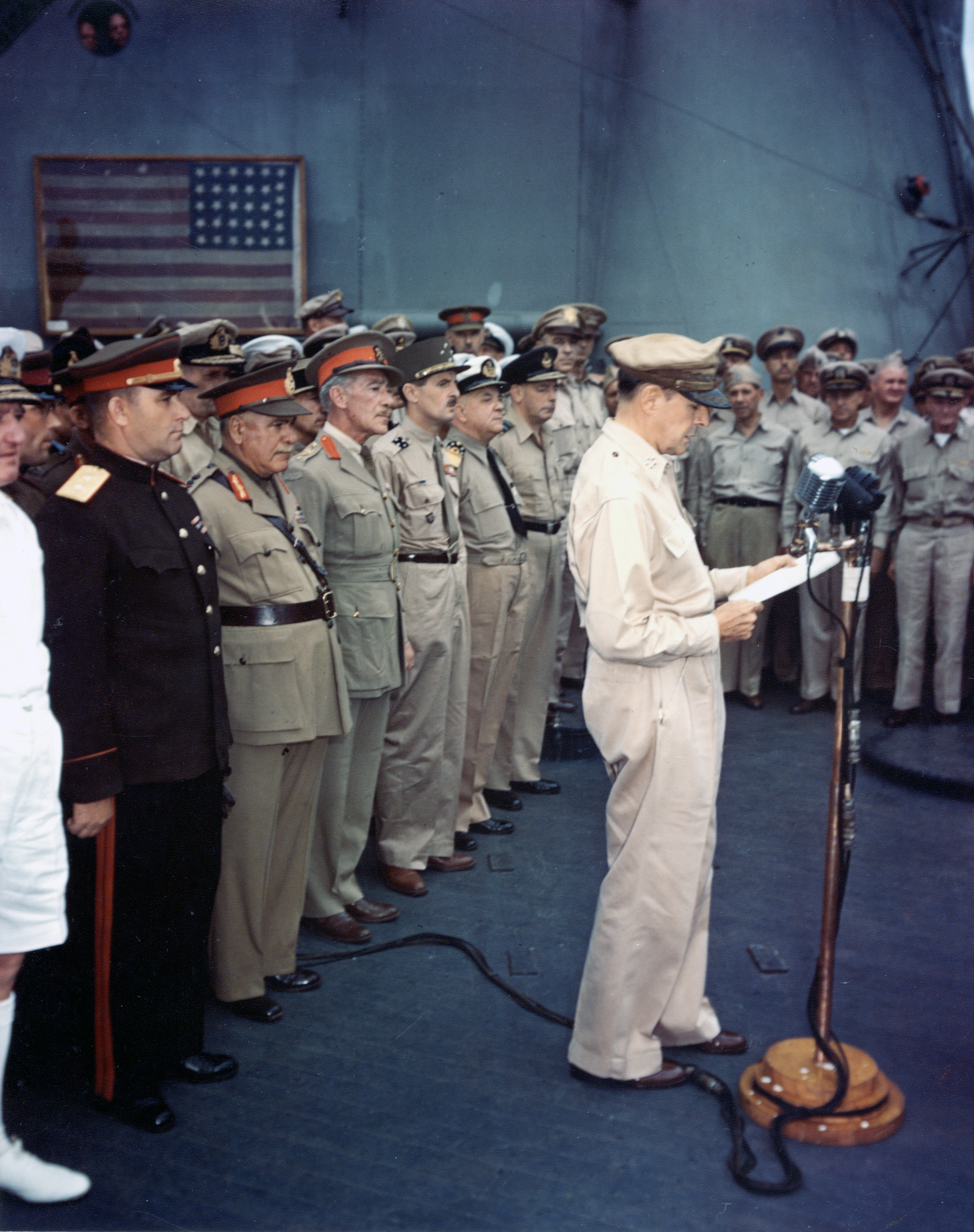
Douglas MacArthur durante la ceremonia de rendición de Japón finalizando la Segunda Guerra Mundial, en el fondo se encuentra la bandera utilizada por Matthew C. Perry durante su expedición a Japón

Pero la sorpresa y confusión que estos barcos inspiraron también tuvo un extenso impacto sobre la cultura de Japón, siendo descrita de manera muy representativa en el famoso kyoka (un poema cómico similar a un waka de 5 líneas):
| 泰平の       | Taihei no        |
| 眠りを覚ます | Nemuri o samasu  |
| 上喜撰       | Jōkisen          |
| たった四杯で | Tatta shihai de  |
| 夜も眠れず   | Yoru mo nemurezu |

Este poema es un complejo juego de palabras con doble sentido (en japonés, kakekotoba o "Juego de palabras"). Taihei (泰平) que significa "tranquilo"; Jōkisen (上喜撰) es el nombre de un costoso tipo de té verde que contiene grandes cantidades de cafeína; y shihai (四杯) significa "cuatro copas", entonces la traducción literal del poema es:
Despertarse de un sueño
de un pacífico tranquilo mundo
por el té Jokisen;
con solo cuatro copas de él
uno no puede dormir aún en las noches.
Sin embargo, hay una traducción alternativa, basada en el juego de palabras. Taihei puede referirse al "Océano Pacífico" (太平); jōkisen también significa "Barco de vapor" (蒸気船); y shihai además se traduce por "cuatro barcos". El poema, entonces, tiene un significado oculto:
Los barcos a vapor
rompen la tranquilidad
del Pacífico;
unos meros cuatro barcos alcanzan
para hacernos perder el sueño en las noches
Pero el impacto cultural se ha extendido hasta épocas contemporáneas; por ejemplo, en 1940 se estrenaría la primera opera estilo occidental de Japón la cual trataba sobre este evento histórico y se titulaba Kurofune ("Los buques negros"). Hasta la época moderna, el término 'buque negro' es utilizado en Japón de manera coloquial para describir un elemento extranjero que trae innovación o cambios extensos a Japón y es utilizado en cualquier contexto.